# 성소수자 매체
성소수자 매체(영어: Gay media)는 성소수자에 관한 대중 매체를 의미한다.

## 같이 보기
- 동성애
- 성소수자 영화 목록
- 퀴어베이팅